# Atlas Comics (anni cinquanta)
Atlas Comics è una casa editrice statunitense attiva nel settore dei fumetti negli anni Cinquanta. In seguito diventò Marvel Comics. Martin Goodman, editore di riviste pulp e romanzi economici, usò la Atlas come nome ufficiale della sua divisione comic book. Era situata al 14º piano dell'Empire State Building.
Bisogna distinguere questa azienda dalla Atlas/Seaboard Comics, sempre di proprietà di Goodman, che pubblicava fumetti negli anni Settanta.
Nel 2010 Jason Goodman, il nipote di Martin, tenta di rilanciare la casa editrice con nuove serie a fumetti che presentano il reboot di alcuni storici personaggi dell'editore quali: Grim Ghost, Phoenix, Wulf, Iron Jaw. Il progetto prevede che i personaggi interagiscano in un unico universo narrativo e questo principio viene rafforzato dallo universe wide crossover Atlas Unified. L'iniziativa non gode del successo sperato e i personaggi Atlas tornano in un limbo editoriale.

## Storia

### Dopo la Golden Age
Atlas nacque dalla Timely Comics, la compagnia che Goodman fondò nel 1939 e che nella Golden Age dei fumetti negli anni trenta e quaranta si distinse con personaggi come Torcia Umana, Sub-Mariner e Capitan America. Dopo la guerra, però, i supereroi passarono di moda e televisione e paperback cominciarono a contendere lettori e tempo libero.
È difficile individuare il momento esatto che ha segnato la fine della Golden Age, ma, almeno per la Timely, gli storici indicano la data della cancellazione di Captain America Comics col n. 75 (febbraio 1950), dopo che già da due numeri la serie aveva cambiato titolo in Captain America's Weird Tales e aveva cominciato a proporre solo storie di suspense di repertorio, senza supereroi. Il titolo di punta della compagnia, Marvel Mystery Comics, incentrato sulla Torcia Umana, era già stato cancellato (n. 92, giugno 1949), così come Sub-Mariner Comics (n. 32, nello stesso mese).
I fumetti di Goodman abbandonarono i supereroi e si aprirono ad una varietà di generi più vasta di quanto avesse mai visto la compagnia, dando spazio all'horror, il western, il comico, gli animali buffi, l’avventura, il crimine e la guerra, nonché in seguito a storie sulla giungla, d’amore, di spionaggio, di avventure medioevali, storie della Bibbia e sport. Analogamente ad altri editori, la Atlas cercò di conquistare le lettrici soprattutto con fumetti incentrati su modelle o donne in carriera. Il nuovo logo raffigurante un globo comparve per la prima volta su un fumetto datato novembre 1951. Si trattava di una linea creata dallo stesso editore, lo staff e i freelancers provenienti da 59 compagnie affiliate, da Animirth Comics a Zenith Publications.
La Atlas cercò di rispolverare i supereroi in Young Men n. 24-28 (dicembre 1953 - giugno 1954), con la Torcia Umana (disegni di Syd Shores e Dick Ayers), Sub-Mariner (disegni e molte storie realizzati da Bill Everett) e Capitan America (storie di Stan Lee, disegni di John Romita Sr.). In seguito raffigurarò nemici sul tipo di Paura dei comunisti (fumetto della fine degli anni quaranta), ma non tentò nuove strade e venne ad avere un'immagine sempre più vecchia. Questo soprattutto in confronto al nuovo corso inaugurato da due anni dalla DC Comics con le immagini pulite, ordinate e semplici di Flash in Showcase n. 4 (settembre 1956), che riportò in auge i supereroi dando il via alla Silver Age dei fumetti.

### Nella scia di altri
Più che innovare, la Atlas fece propri quelli che erano gli orientamenti più popolari in televisione e al cinema – in un certo momento i drammi di guerra e western, in un altro momento i mostri dei film da drive in – ispirandosi persino ad altre serie di fumetti, in particolare quelli della EC Comics. Fino agli inizi degli anni sessanta, quando il direttore editoriale Stan Lee intervenne per rivoluzionare il settore con l'introduzione dei Fantastici Quattro e dell'Uomo Ragno, la Atlas si accontentava di inondare le edicole con prodotti economici, in grado di portare un buon profitto – spesso, nonostante tutto, abbelliti dalle illustrazioni di giovani artisti di talento.
La Atlas poteva contare su uno staff di almeno cinque scrittori (ufficialmente chiamati editors) oltre a Stan Lee (Hank Chapman, Paul S. Newman, Don Rico, Carl Wessler) e, nel dipartimento di umorismo per ragazzi, su Al Jaffee, futuro disegnatore di Mad Magazine. Nel 1952 Daniel Kayes, futuro autore di Flowers for Algernon, fu nominato editor associato. Ma molti altri nomi, fra cui anche Robert Bernstein, collaboravano con la Atlas come freelancers.
I disegnatori – alcuni freelancers e altri dipendenti – includevano alcuni veterani come il creatore della Torcia Umana Carl Burgos e il creatore di Sub-Mariner Bill Everett. La generazione seguente includeva Joe Maneely, che fu l'artista di punta negli anni sessanta, con molte copertine e lavori in tutti i generi, ma soprattutto nel genere western e nelle avventure medioevali con il Black Knight. Morì purtroppo proprio prima dell'esordio della Marvel. Tra gli altri disegnatori si possono ricordare Russ Heath, Gene Colan e Steve Ditko.
I titoli western più importanti della Atlas, molti dei quali riproposti agli anni settanta, erano Ringo Kid, con illustrazioni di Joe Maneely, Fred Kida e John Severin; The Outlaw Kid di Doug Wildey; Kid Colt, Outlaw di Jack Keller; l'antologia Gunsmoke Western, che aveva come protagonista Kid Colt, e The Black Rider, di Maneely, Syd Shores e altri. (Gli adattamenti della Atlas di due personaggi molto popolari dei western degli anni sessanta, the Rawhide Kid and the Two-Gun Kid, erano semplici ripetizioni).

### Umorismo e miscellanea
Atlas pubblicò anche un ampio numero di serie umoristiche per bambini e ragazzi, fra cui Homer the Happy Ghost (sul modello di Casper the Friendly Ghost) e Homer Hooper (sul modello di Archie Andrews). Se sui quotidiani compariva Dennis la Minaccia, la Atlas aveva Melvin the Monster disegnato da Joe Maneely; se la TV proponeva il Sergente Bilko, la Atlas aveva l'amabile e comprensivo Sergeant Barney Barker disegnato da John Severin, uno dei migliori illustratori degli anni di guerra.
Uno dei titoli più popolari e più longevi era Millie the Model, lanciato dalla Timely Comics come serie umoristica nel 1945, che riuscì a raggiungere i 207 numeri, nell'era Marvel negli anni settanta, dando vita anche a diversi spin-off. Creato dalla disegnatrice Ruth Atkinson, da sola o in collaborazione (ci sono versioni contrastanti), la serie divenne il terreno di prova per il fumettista DeCarlo, il futuro creatore di Josie and the Pussycats, Sabrina, the Teenage Witch e altri personaggi della Archie Comics, alla quale contribuì a dare un taglio moderno. DeCarlo scrisse e disegnò Millie per circa 10 anni, anche dopo che molte serie come Tillie the Typist, Nellie the Nurse e la sua Sherry the Showgirl furono cancellate.
La serie “liceale” Patsy Walker, sempre creata nel 1945 dalla Atkinson da sola o in collaborazione, proseguì fino al 1967 e diede vita a tre spin-off. Più naturalistica e dai toni meno farseschi di Millie, la serie aveva una grafica affascinante ma allo stesso tempo tranquillizzante a firma di Al Hartley, Al Jaffee, Morris Weiss e altri. Nonostante il tono e il destinatario, Patsy Walker stranamente in alcune delle prime uscite presentò anche il bizzarro “Hey Look!” di Harvey Kurtzman, che occupava un'unica pagina. Il personaggio di Patsy fu in seguito integrato nell'Universo Marvel, nelle vesti della supereroina Hellcat.
I fumetti su animali buffi comprendevano il cercaguai Buck Duck di Ed Winiarski, il sospetto Dippy Duck di Joe Maneely, The Monkey and the Bear di Howie Post (che richiamava notevolmente Fox and the Crow della DC). Alcuni di questi titoli furono ripubblicati nei primi anni '70 in cinque numeri nella serie Li'l Pals.
Si possono ricordare fra la miscellanea di qualche valore: la collana di spionaggio Yellow Claw, impreziosita dalle illustrazioni di Maneely, Severin, e Jack Kirby; l'eroe nativo americano Red Warrior, con disegni di Tom Gill; Space Squadron, scritto e disegnato da Sol Brodsky (in seguito production executive alla Marvel); e Sports Action, che inizialmente presentava storie vere su personaggi come George Gipp e Jackie Robinson, per dar spazio in seguito all'inventato "Rugged Tales of Danger and Red-Hot Action!"

### Il ridimensionamento
Dal 1952 alla fine del 1956 Goodman distribuì i suoi fumetti alle edicole attraverso un distributore di sua proprietà, Atlas. In seguito passò alla American News Company, il più grande distributore a livello nazionale, che godeva di una sorta di monopolio (di lì a poco perse una causa contro il Dipartimento di Giustizia e sospese l'attività). Come spiega Gerard Jones, storico e autore, la compagnia nel 1956
Stan Lee, in un'intervista del 1988, ricordò che Goodman
Per questo e altri motivi, inclusa una recessione economica generale, la Atlas fu ridimensionata nel 1957. Si racconta che l'editore scoprì un armadio pieno di illustrazioni già pagate ma mai utilizzate e decise quindi di licenziare quasi tutto lo staff per usare invece il materiale in archivio. Nell'intervista riportata sopra, Stan Lee, uno dei pochi in grado di raccontare per esperienza personale come andarono le cose, raccontò una versione un po' contrastante circa il ridimensionamento.
In un'intervista del 2003, Joe Sinnott, uno dei principali artisti della compagnia per oltre cinquanta anni, ricordò che Lee aveva citato il fatto dell'archivio come causa primaria.

### Il ritorno di Jack Kirby
Le riviste maschili e i romanzi di Goodman riscuotevano ancora successo – i fumetti, ad eccezione dell'inizio della Golden Age, erano solo una piccola parte della produzione – e Goodman cominciò a pensare di chiudere il settore.
I dettagli sulla sua decisione di non farlo non sono chiari. Jack Kirby che, dopo la rottura (amichevole) col suo partner Joe Simon alcuni anni prima, non era impegnato quanto avrebbe sperato, ricordò in un'intervista del 1990 per The Comic Journal che alla fine del 1958
L'intervistatore, Gary Groth, editore del Comics Journal, in seguito scrisse di questa intervista, "Alcune delle affermazioni più estreme di Kirby… dovrebbero essere ben soppesate…Quando fu chiesto a Lee in merito all'episodio dello smantellamento dell'ufficio, rispose
Kirby era già tornato per un breve periodo, alla fine del 1956, come freelancer in cinque numeri datati dicembre 1956 e febbraio 1957. Ora, a partire dalla copertina e dalla storia di sette pagine “I discovered the secret of the Flying saucers” per Strange Worlds n. 1 (dicembre 1958), Kirby rimase per 12 anni e diede il suo contributo per una radicale trasformazione dei fumetti. Atlas affidò a Kirby un mercato di alto profilo, utilizzando le sue illustrazioni per innumerevoli copertine e storie principali. La qualità distintiva e il dinamismo dei disegni di Kirby elevarono serie preesistenti come Strange Tales e i nuovi Amazing Adventures, Strange Worlds, Tales of Suspense, Tales to Astonish e World of Fantasy sopra le altre testate di orrore/fantascienza che si erano andate moltiplicando dopo la scomparsa della EC Comics.
Una storia di mostri di Kirby, di solito inchiostrati da Dick Ayers, solitamente apriva ogni albo, seguita da una o due thriller o storie di fantascienza disegnate da Don Heck, Paul Reinman, o Joe Sinnott, il tutto completato da una storia breve di Lee-Ditko, spesso surreale, qualche volte riflessiva.

### Marvel prima dei supereroi
Goodman aveva cominciato ad allontanarsi dal distributore Kable News distinguendo i suoi fumetti con il globo Atlas sui numeri datati 1º novembre 1956, anche se la K del logo Kable il simbolo raffigurante la cartina del Nord America rimasero fino all'agosto 1952.
Il 1º novembre 1956 Goodman sospese l'autodistribuzione e cominciò a raggiungere le edicole tramite la American News Service. Il globo Atlas rimase comunque, fino all'ottobre 1957, quando la American News si ritirò dal mercato. Goodman passò allora alla Independent News, di proprietà della concorrente DC Comics, e abbandono il globò Atlas. Il nome Atlas fu utilizzato in seguito per la nuova casa editrice di fumetti che egli fondò negli anni settanta.
L'ultimo fumetto a portare il globo Atlas fu Dippy Duck n. 1, l'unico datato ottobre 1957.
Il passaggio alla Independent News avvenne con termini alquanto rigidi che consentivano solo 8 titoli al mese. A volte i fan parlano di questi titoli bimestrali come dei “Sweet 16”. Il primo a riportare l'etichetta “Ind” fu Patsy Walker n. 73 – ironicamente datato ottobre 1957, come Dippy Duck n. 1. Le testate di maggior successo erano western (con Kid Colt protagonista di due testate) e serie umoristiche per ragazze (prima fra tutte Millie the Model). Due testate fantasy (Strange Tales e World of Fantasy) utilizzarono solo materiale d'archivio dalla fine del 1957 alla fine del 1958.
Nonostante per alcuni mesi nel 1949 e 1950 le riviste Timely presentassero un logo che recitava “Marvel Comic”, il primo fumetto moderno così etichettato fu l'antologia di fantascienza Amazing Adventures n. 3 (data di copertina agosto 1961, ma pubblicato il 9 maggio 1961), che mostrava il riquadro MC sulla copertina. I collezionisti comunque si riferiscono ai fumetti con data di copertina successiva all'aprile 1959 (quando cominciarono a proporre le illustrazioni di Kirby, tornato a lavorare per Goodman) come alla Marvel pre-supereroi.

### Citazioni
Stan Goldberg, impiegato alla Atlas Comics:

## Prime apparizioni dei personaggi

### Nel 1950/1951
| Personaggio | Collana e nr.                         | Data          |
| ----------- | ------------------------------------- | ------------- |
| Marvel Boy  | Marvel Boy n. 1                       | Dicembre 1950 |
| Clark Mason | Spy Fighters n. 1                     | Marzo 1951    |
| Kent Blake  | Kent Blake of the Secret Service n. 1 | Maggio 1951   |
| Doug Grant  | Spy Cases n. 7                        | Ottobre 1951  |

### Nel 1952/1953
| Personaggio                 | Collana e nr.                | Data          |
| --------------------------- | ---------------------------- | ------------- |
| Alfie Brown                 | Spy Cases n. 13              | Ottobre 1952  |
| Battle Brady                | Battle Action n. 5           | Ottobre 1952  |
| Trouble Shooters            | Man Comics n. 27             | Giugno 1953   |
| Lorna Ragazza della Giungla | Lorna, the Jungle Queen n. 1 | Luglio 1953   |
| Zombie!                     | Menace n. 5                  | Luglio 1953   |
| Rex Lane                    | Young Men n. 21              | Ottobre 1953  |
| Bucky (1950)                | Young Men n. 24              | Dicembre 1953 |
| Capitan America (1950)      | Young Men n. 24              | Dicembre 1953 |

### Nel 1954/1955/1956
| Personaggio                               | Collana e nr.                     | Data           |
| ----------------------------------------- | --------------------------------- | -------------- |
| Electro                                   | Captain America Comics Vol.2 n.78 | Settembre 1954 |
| Cliff Mason                               | Jungle Tales n. 1                 | Settembre 1954 |
| Jann della Giungla [Jann of the Jungle]   | Jungle Tales n. 1                 | Settembre 1954 |
| Lo-Zar, il Signore della Giungla [Lo-Zar] | Jungle Action n. 1                | Ottobre 1954   |
| Leopard Girl                              | Jungle Action n. 1                | Ottobre 1954   |
| Jungle Boy                                | Jungle Action n. 1                | Ottobre 1954   |
| Man-OO the mighty                         | Jungle Action n. 1                | Ottobre 1954   |
| Artiglio Giallo [Yellow Claw]             | Yellow Claw n. 1                  | Ottobre 1956   |
| Jimmy Woo                                 | Yellow Claw n. 1                  | Ottobre 1956   |

### Fumetti horror e i personaggi mostruosi
| Personaggio                    | Collana e nr.          | Data          |
| ------------------------------ | ---------------------- | ------------- |
| Faccia Teschio [Skull-Face]    | Mystery Tales n. 6     | Dicembre 1952 |
| Uomo Gorilla (The Gorilla-Man) | Men's Adventures n. 26 | Marzo 1954    |
| Human Robot (Robot Umano)      | Menace n. 11           | Maggio 1954   |

### Le storie d'amore, l'umorismo e i personaggi di animali buffi tipici dei fumetti
| Personaggio            | Collana e nr.                | Data       |
| ---------------------- | ---------------------------- | ---------- |
| Hommer the Happy Ghost | Hommer, the Happy Ghost n. 1 | Marzo 1955 |

### Eroi "Western" dei fumetti
| Personaggio                                | Collana e nr.           | Data         |
| ------------------------------------------ | ----------------------- | ------------ |
| Texas Kid                                  | Texas Kid n. 1          | Gennaio 1951 |
| Arizona Kid                                | The Arizona Kid n. 1    | Marzo 1951   |
| Billy Buckskin                             | Frontier Western n. 3   | Giugno 1956  |
| Giovane proviene da Texas [Kid from Texas] | The Kid from Texas n. 1 | Giugno 1957  |

| Personaggio                                          | Collana e nr.                | Data           |
| ---------------------------------------------------- | ---------------------------- | -------------- |
| Ragazzo della Prateria [Prairie Kid]                 | Wild Western n.12            | Settembre 1950 |
| Red Hawkins                                          | Wild Western n.13            | Dicembre 1950  |
| Red Warrior                                          | Red Warrior n. 1             | Gennaio 1951   |
| Arizona Kid                                          | The Arizona Kid n. 1         | Marzo 1951     |
| Giovane di Fargo [Fargo Kid]                         | Two-Gun Western n. 7         | Aprile 1951    |
| Gunhawk [probabilmente è un nome della pistola]      | Wild Western n.15            | Aprile 1951    |
| Combattimento Texano [Fighting Texan]                | Wild Western n.17            | Agosto 1951    |
| Arrowhead                                            | Arrowhead n. 1               | Aprile 1954    |
| Ringo Kid                                            | The Ringo Kid Western n. 1   | Agosto 1954    |
| Outlaw Kid [Ragazzo Fuorilegge]                      | The Outlaw Kid n. 1          | Settembre 1954 |
| Western Kid                                          | Western Kid n. 1             | Dicembre 1954  |
| Rawhide Kid [Rawhide=Frustino di cuoio]              | Rawhide Kid n. 1             | Marzo 1954     |
| Annie Oakley                                         | Annie Oakley n. 5            | Giugno 1955    |
| Wyatt Earp                                           | Wyatt Earp n. 1              | Novembre 1955  |
| Kid Slade                                            | Matt Slade, Gunfighter n. 1  | Maggio 1956    |
| Dakota Kid                                           | Quick-Trigger Western n.15   | Dicembre 1956  |
| Giovane proviene da Dodge City [Kid from Dodge City] | The Kid from Dodge City n. 1 | Luglio 1957    |
| Gunsmoke Kid                                         | Gunsmoke Western n.54        | Settembre 1959 |

### Eroi le cui avventure erano ambientate in epoche diverse da quella moderna
| Personaggio    | Collana e nr.         | Data           |
| -------------- | --------------------- | -------------- |
| Waku           | Jungle Tales n. 1     | Settembre 1954 |
| Black Knight I | The Black Knight n. 1 | Maggio 1955    |
| El Alemain     | The Black Knight n. 1 | Maggio 1955    |